# Culloden (Virginia Occidental)
Culloden es un lugar designado por el censo ubicado en el condado de Cabell en el estado estadounidense de Virginia Occidental. En el Censo de 2010 tenía una población de 3061 habitantes y una densidad poblacional de 279,2 personas por km².

## Geografía
Culloden se encuentra ubicado en las coordenadas 38°24′55″N 82°4′14″O / 38.41528, -82.07056. Según la Oficina del Censo de los Estados Unidos, Culloden tiene una superficie total de 10.96 km², de la cual 10.92 km² corresponden a tierra firme y (0.38%) 0.04 km² es agua.

## Demografía
Según el censo de 2010, había 3061 personas residiendo en Culloden. La densidad de población era de 279,2 hab./km². De los 3061 habitantes, Culloden estaba compuesto por el 98.69% blancos, el 0.16% eran afroamericanos, el 0.07% eran amerindios, el 0.29% eran asiáticos, el 0% eran isleños del Pacífico, el 0.1% eran de otras razas y el 0.69% pertenecían a dos o más razas. Del total de la población el 0.2% eran hispanos o latinos de cualquier raza.